# 藤原政則
藤原 政則（ふじわら の まさのり）は、平安時代中期の武将。藤原北家中関白家、権大納言・藤原経輔の子、あるいは経輔の父・隆家の子、さらに肥後守・高木文貞（文定）の子ともされている。菊池氏の祖菊池則隆の父。

## 略歴
長徳3年（997年）に但馬国にて誕生。初名は基定。別名は蔵規（まさのり）とも記述される。
寛仁3年（1019年）の刀伊の入寇で戦功のあった大宰権帥藤原隆家の下で大宰少弐であり、一説にはこの隆家が但馬国に流された時の子息ともしている。
菊池氏は、隆家の孫とされる則隆が肥後国に下向して土着したとして藤原姓（藤原北家）を自称し、各種系図もこれに沿った内容となっている。だが昭和34年（1959年）、志方正和は公家が残した日記や『源氏物語』を研究した結果、隆家の後裔とするのは仮冒であり、政則について、肥後住人と記述されていることをもって、政則と則隆の代（延久2年（1070年）頃）に菊池周辺に土着したとする説を発表し、この説が現在まで有力とされており、歴史学者の石井進もこの説を支持している。ただ一方では近年、政則の初名に「基定」と記された系図の存在が公表され、これを尊卑分脈にある隆家の五男・基定（肥前守従五位下）のことではないかとする新説と共に、長男・則隆に加え、従五位下右近将監「則忠」、従五位下武部少輔「則宗」、従五位下肥前守「武重」という3人の子の存在が新たに浮上した。（詳しくは菊池氏の項も参照）
藤原実資の牧司や大宰大監・長和2年（1013年）に対馬守、長和4年（1015年）に肥前守などを歴任し、藤原定任殺害の嫌疑を受けて追捕をされたことも記述されている。